# All Your Love (album de Siti Nurhaliza)
Albums de Siti Nurhaliza
Tahajjud Cinta
(2009)
All Your Love est le seizième album studio de la chanteuse malaisienne Siti Nurhaliza, et son premier album chanté en langue anglaise. Il est sorti le 26 septembre 2011 sur What's Up Entertainment, label discographique appartenant à son beau-fils Adib Khalid. Toutes les chansons figurant sur l'album sont écrites et composées par les compositeurs et producteurs australiens Bryan Bouro et Cristian Alexanda.
L'enregistrement de l'album a démarré à la fin du mois de janvier 2011; les sessions d'enregistrement des chants se sont déroulés sur deux semaines à Kuala Lumpur, tandis que le travail de mixage audio et de mastering s'est déroulé dans différents studios à Los Angeles, en Californie, et en Australie.
Le premier single tiré de l'album, « Falling in Love », est sorti le 9 juillet, dans le cadre d'une série de concerts publicitaires visant promouvoir sa ligne de cosmétiques SimplySiti.
La pochette principale de l'album serait influencée par le travail d' Andy Warhol avec ses teintes vives et son portrait stylisé du chanteur.  Lorsqu'on lui a demandé pourquoi elle avait choisi "All Your Love" comme titre, elle a répondu : "Le titre de l'album est dédié à tous mes fans, ma famille et mes amis qui m'ont tant soutenu au fil des années. Je veux les rendre fiers en produisant un album qui pourrait potentiellement percer sur le marché international.»

## Sources
1. ↑  « Galaxie Blog - Siti Nurhaliza Releases Her First Ever English Album », sur web.archive.org, 7 octobre 2011 (consulté le 10 mars 2024)
2. ↑  « Siti commands All Your Love - YTL Community News », sur web.archive.org, 20 février 2015 (consulté le 10 mars 2024)
3. ↑  « Siti Nurhaliza's first English album », sur web.archive.org, 12 juillet 2012 (consulté le 10 mars 2024)

- (en) Cet article est partiellement ou en totalité issu de l’article de Wikipédia en anglais intitulé « All Your Love (Siti Nurhaliza album) » (voir la liste des auteurs).